# Piotr Duda (aktor)
Piotr Duda (ur. 5 marca 1977 w Warszawie) – polski aktor teatralny i filmowy oraz menedżer teatralny.
Absolwent Państwowej Wyższej Szkoły Teatralnej w Krakowie (2004) oraz Akademii Teatralnej w Warszawie (kierunek: Wiedza o Teatrze). Ukończył również dwuletnią Szkołę Zarządzania i Reklamy na terenie Szwecji.

Podczas studiów występował m.in. w spektaklach reżyserowanych przez Jerzego Stuhra (Kubuś i jego pan, 2001) oraz Andrzeja Seweryna (Ryszard II, 2004). Jest członkiem zespołów warszawskich teatrów: Dramatycznego oraz Druga Strefa. Współpracował również ze szwedzkimi teatrami offowymi.

## Filmografia

### Filmy fabularne
- Popiełuszko. Wolność jest w nas (2009),
- Trzy minuty. 21:37 (2010),
- Kierownik, swój człowiek (etiuda, 2012),

### Seriale
- Klan (1997-2017),3 role: bandyta, który w lesie napadł na Daniela Rossa (sezon 1999/2000); Sowa, developer, na którego budowie prace ziemne prowadziła firma „Bud Support” należąca do Jerzego Chojnickiego i Antoniego Zabużańskiego gdzie Michał Chojnicki znalazł skarb (sezon 2010/2011); doktor Wyrąbek, wykładowca w Akademii Informatyki i Zarządzania gdzie studiowała m.in. Kamila Chojnicka (sezon 2016/2017)
- Samo życie (2002-2010), mecenas Sanecki, adwokat, który na zlecenie Kacpra Szpunara podjął skuteczne kroki prawne mające na celu wyciągnięcie z więzienia Mateusza „Sandała” Węgrzyka, a potem reprezentował profesora Vadima Pokromskiego w walce o obronę dobrego imienia po prasowych doniesieniach o jego rzekomej korupcji
- Na Wspólnej (2013-2015),2 role: policjant niemiecki; aspirant Woźniakowski
- Plebania (2004), członek sekty (odc.433,437,438)
- M jak miłość (2005, 2012, 2015),"znajomy” Kamila  (odc.345,346,349), adwokat Joanny (odc.925,926), lekarz (odc.1141)
- Kryminalni (2006) Roztowiecki (odc.64)[2]
- Sąsiedzi (2007), Karol Poręba, agent Cezarego (odc.121)
- Faceci do wzięcia (2007), (odc.38)
- Hela w opałach (2008), przechodzień (odc.42)
- Popiełuszko. Wolność jest w nas (serial, 2009-2013), agent SB
- Naznaczony (2009), sanitariusz (odc.2,5)
- Apetyt na życie (2010), Piotr
- Wiadomości z drugiej ręki (2011), Max (odc.3)
- Na dobre i na złe (2011–2012), asystent Falkowicza (odc.467,468,481)
- Ludzie Chudego (2011), (odc.22,23)
- Hotel 52 (2011), Piotr Madej, współpracownik Kosińskiego (odc.40)
- Daleko od noszy (2011), (odc.4)
- Barwy szczęścia (2014), (odc.1102)
- Skazane (2015), starszy aspirant, policjant prowadzący wstępne czynności dochodzeniowo-śledcze w sprawie podpalenia domu należącego do Henryka Bednarza, ojca Sylwii Miller (odc.8)
- O mnie się nie martw (2015), policjant z megafonem (odc.39)